# Reeling
Reeling (englisch taumelnd) ist das erste Studioalbum der englischen Rock-Band The Mysterines. Das Album wurde am 11. März 2022 über Fiction Records veröffentlicht.

## Entstehung
Produziert wurde das Album von Catherine Marks in den Assault & Battery Studios in London. Marks wurde der Band von ihrer Plattenfirma empfohlen. Die Aufnahmen starteten im Juli 2020 und wurden im November 2020 fortgesetzt und im März 2021 beendet. Da wegen der COVID-19-Pandemie im Vereinigten Königreich mehrere Lockdowns verhängt wurden, musste die Band in drei einwöchigen Sitzungen aufnehmen, in denen immer vier oder fünf Lieder aufgenommen wurden. Laut der Sängerin Lia Metcalfe zahlte sich diese Arbeitsweise aus, da sich die Musiker mehr auf die Lieder konzentrieren konnten. Zwischen den Aufnahmesitzungen schrieb Metcalfe ständig weitere Lieder oder griff auf Ideen zurück, die sie im Alter von 16 Jahren schrieb.
Für die Lieder In My Head, Hung Up, Dangerous, Life’s a Bitch (But I Like It So Much) und All These Things wurden Musikvideos veröffentlicht. Das Lied Hung Up wurde für den Soundtrack des Videospiels NHL 23 verwendet. Am 4. November 2022 wird eine im Dunklen leuchtende LP-Version des Albums veröffentlicht.

## Hintergrund
Laut der Sängerin Lia Metcalfe würde das Lied Reeling in lyrischer Hinsicht am besten zusammenfassen, was sie porträtieren will. Daher wurde das Album nach diesem Lied benannt. Metcalfe ergänzte, dass es sehr passend gewesen wäre, ein Album über Selbstzerstörung zu schreiben, während die Welt „in eine kurzzeitige Apokalypse hineingeht“. Von Anfang an stand fest, dass Life’s a Bitch (But I Like It So Much) das erste und das The Confession Song das letzte Lied des Albums sein sollten. Ursprünglich sollte das Lied Life’s a Bitch (But I Like It So Much) auch die erste Singleauskoppelung des Albums sein, was laut dem Schlagzeuger Paul Crilly jedoch an dem Wort Bitch scheiterte.
Hung Up beschrieb Lia Metcalfe als sehr rachsüchtiges Lied. Das Lied Dangerous handelt von den „wilden Kreisläufen, in denen das Leben eine Person einschließt“, sei es durch andere Personen, Plätze oder Beziehungen. Laut Lia Metcalfe wäre es immer am schwersten, loszulassen. In einem anderen Interview erklärte Metcalfe, dass Dangerous ein Manifest der Verletzlichkeit und des psychotischen Verhaltens wäre. Inspiriert wurde das Lied durch zahlreiche Heimwege aus dem Pub im betrunkenen Zustand. In dem Lied The Bad Thing gräbt Sängerin Lia Metcalfe „eine Person aus ihrem Grab, die sie einst liebte“.
In My Head war von der Sängerin Lia Metcalfe oberflächlich als Liebeslied gedacht. In Wirklichkeit würde es jedoch um Menschen gehen, die mit ihrer psychischen Gesundheit kämpfen. Das Lied wäre teilweise autobiographisch und handelt es davon, dass sich das Leben manchmal anfühlt, als wenn man von etwas außerhalb deiner Kontrolle verfolgt wird. Das abschließende Lied The Confession Song verglich Lia Metcalfe mit den Abspann eines Filmes.

## Rezeption

### Rezensionen
Rhys Buchanan vom Magazin New Musical Express beschrieb das Album als „spannenden Grunge-Rock mit überdimensionierter Prahlerei“. Reeling wäre ein Album, mit dem die Band „den Titel der nächsten Lieblingsrockband der Nation ergreifen würden“. Es würde sich aber „nicht anhören, als hätte die Band je einen anderen Plan gehabt“. Buchanan vergab vier von fünf Punkten. Emma Wilkes vom DIY Magazine schrieb, dass trotz ihrer Neuheit einige Lieder wie „Postkarten aus der eigenen Zukunft“ wirken. Auch wenn es kein „makelloses Album ist, werden die Milchzähne der Band demnächst ausfallen“.

### Charts und Chartplatzierungen
| ChartsChartplatzierungen     | Höchstplatzierung | Wochen |
| ---------------------------- | ----------------- | ------ |
| Vereinigtes Königreich (OCC) | 9 (1 Wo.)         | 1      |

### Bestenlisten
| Publikation         | Liste                                 | Werk    | Platz    |
| ------------------- | ------------------------------------- | ------- | -------- |
| Louder Than War     | Albums of The Year 2022 – The Top 100 | Reeling | 47       |
| New Musical Express | The 25 best debut albums of 2022 a    | Reeling | J [ 15 ] |
| Rough Trade         | UK Albums of the Year 2022            | Reeling | 48       |

## All These Things EP
Am 21. Oktober 2022 veröffentlichte die Band in digitaler Form die EP All These Things. Diese EP enthält neben der Studioversion des Titelliedes Liveaufnahmen des Titelliedes sowie der Lieder Dangerous und Old Frieds Die Hard. Die drei Liveaufnahmen wurden bei dem Auftritt der Mysterines im Londoner Rough Trade East aufgenommen.